# 多布林 (伊賈斯拉夫區)
50°9′1″N 26°29′29″E / 50.15028°N 26.49139°E
多布林（烏克蘭語：Добрин），是烏克蘭西部的村莊，隸屬赫梅利尼茨基州的舍佩蒂夫卡區。該村面積2.17平方公里，海拔高度297米，2001年人口548，人口密度每平方公里252.9人。